# Otus (U-Boot, 1963)
Otus, auch HMS Otus, ist ein U-Boot der Oberon-Klasse der britischen Royal Navy aus dem Jahr 1963.

## Geschichte
Unter dem Namen gab zuvor die es HMS Otus (N92), ein Boot der Odin-Klasse. Das Boot lief 1928 vom Stapel und wurde 1946 verschrottet.
Im Jahr 1963 wurde unter diesem Namen das U-Boot der Oberon-Klasse in den Dienst der Royal Navy gestellt. Es versah seinen Dienst im Ersten U-Boot-Geschwader.
Die ersten Missionen der Otus umfassten groß angelegte Raketenversuchsübungen im Atlantischen Ozean und Besuche in den Vereinigten Staaten und in Halifax (Kanada). 1977 nahm sie an der „Silver Jubilee“-Flottenparade in Spithead teil.
Im Juli 1987 nahm sie mit U-Boot-Fahrern aus Großbritannien und anderen Staaten an Erprobungen zu Notausstiegen im Bjørnafjord in der Nähe von Bergen (Norwegen) teil. Diese Tests begannen bei einer Tiefe von 30 Metern. Bei einer Tiefe von 90 Metern begannen die ersten Personen, das U-Boot zu verlassen. Am Ende der Versuche erreichten zwei U-Boot-Fahrer eine Tiefe von 183 Metern zum Aussteigen. Damit wurde ein neuer Weltrekord aufgestellt, der bis heute nicht gebrochen wurde. Die beiden Rekordbrecher waren der Kommandant der U-Boot-Fluchttrainingseinrichtung der HMS Dolphin in Gosport, der andere ein Unteroffiziersausbilder derselben Einrichtung. Beide erlitten keine bleibenden Schäden und kehrten in den normalen Dienst zurück. Sie erhielten für diese Tat in den folgenden Jahren militärische Auszeichnungen der Royal Navy.
Die Otus war unter anderem während des Falklandkrieges 1982 und des Golfkrieges 1991 im Rahmen der Operation Granby im Persischen Golf im Einsatz.

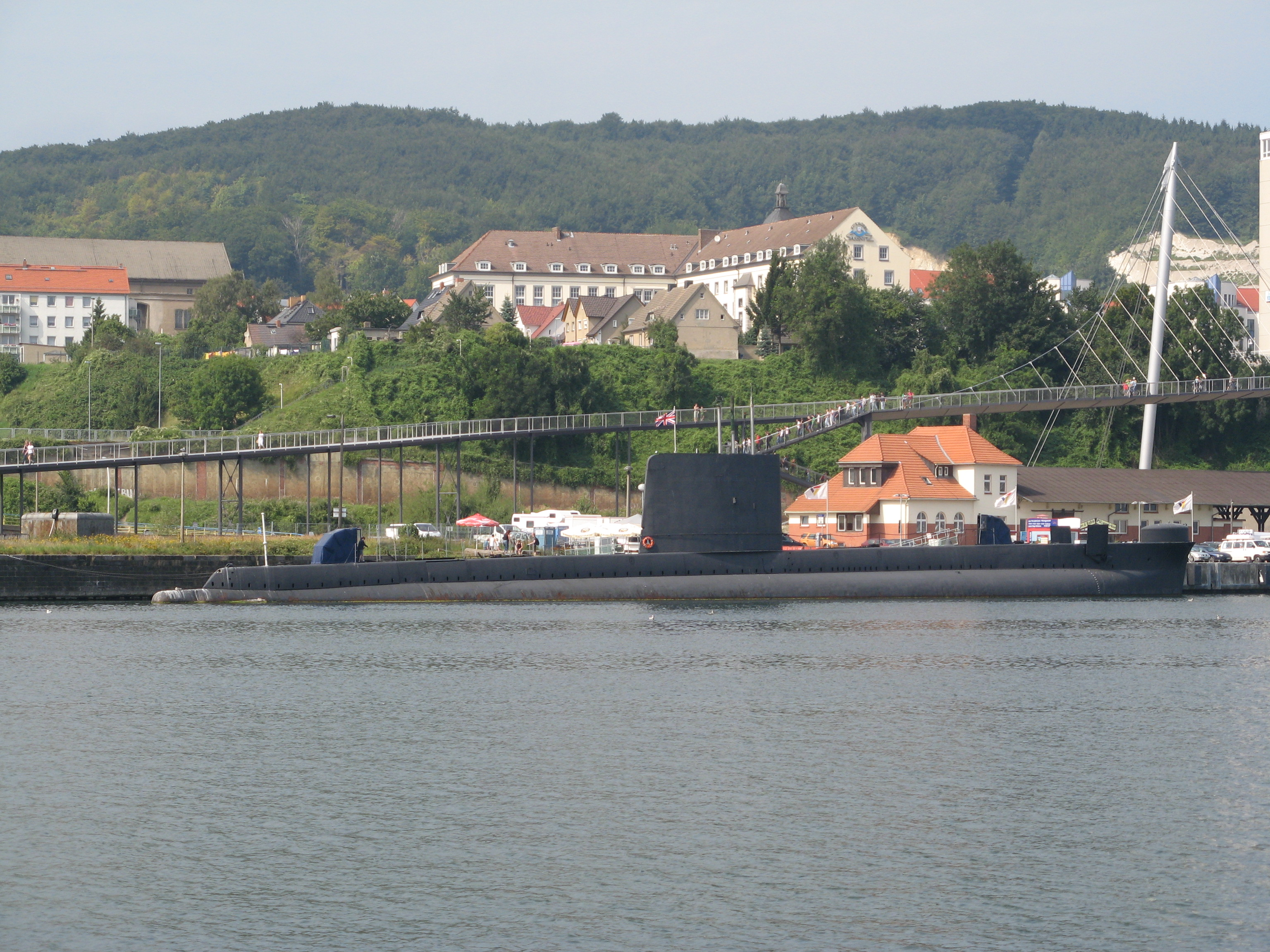
Die Otus im Sassnitzer Hafen

Nach 28 Dienstjahren wurde die Otus 1991 außer Dienst gestellt. Später wurde das Boot von einem deutschen Unternehmer gekauft. Nach der Überführung nach Deutschland wurde es in der Volkswerft Stralsund außenbords überholt und bekam einen neuen Anstrich in Originalfarbe. Seitdem ist die Otus als U-Boot-Museum „Erlebniswelt U-Boot“ im Sassnitzer Stadthafen zu besichtigen.